# Afon Dulas
Afon Dulas är ett vattendrag i Storbritannien.   Det ligger i riksdelen Wales, i den södra delen av landet, 280 km väster om huvudstaden London.